# Orto (Abegondo)
Orto (llamada oficialmente San Martiño de Orto) es una parroquia española del municipio de Abegondo, en la provincia de La Coruña, Galicia.

## Otras denominaciones
La parroquia también es conocida por el nombre de San Martín de Orto.

## Organización territorial
La parroquia está formada por cuatro entidades de población, constando tres de ellas en el nomenclátor del Instituto Nacional de Estadística español:
- Ceán
- Orto de Arriba
- San Román
- Seixurra

## Demografía
| Gráfica de evolución demográfica de Orto entre 2000 y 2018 |
|                                                            |
| Datos según el nomenclátor publicado por el INE.           |